# Nem jön szememre álom
A Nem jön szememre álom (Insomnia) Stephen King amerikai író 1994-ben megjelent regénye. Magyarul először az Európa Könyvkiadónál jelent meg a regény, Bihari György fordításában, 1996-ban.

## Cselekmény
|  | Alább a cselekmény részletei következnek! |

A Londonderry-ben lakó nyugdíjas, Ralph Roberts álmatlanságban szenved szeretett felesége, Carolyn halála óta. Telik-múlik az idő és az álmatlanság kórossá válik, sőt, valójában több lesz, mint egyszerű álmatlanság. Egyre korábban kezd ébredni éjszakánként, és nemsokára furcsa színeket kezd látni az emberek körül. Csak egy valaki van, aki megérti, min megy éppen keresztül Ralph: Lois Chasse, egy hölgy a szomszédból, aki sok évvel ezelőtt elvesztette férjét.
Ezen a ponton a szokványos történetből kicsit több lesz: alacsony, kopasz, orvosi köpenyt viselő furcsa lények jelennek meg az éjszakában, akik halálra rémítik Ralph-ot és Loist, mert nem úgy néznek ki, mint akik ehhez a világhoz tartoznak. Ráadásul egyiküknél egy rozsdás szike van, amellyel a lény szemmel láthatóan őrült és gonosz dolgokra készül. Nemsokára a környék egyik idős asszonya meghal. És a helyzet – úgy tűnik – elfajul.
A regénynek van egy másik szála is: Derry városa az abortuszt támogató és az azt ellenzők tüntetéseinek színhelye lesz. Előbbiek meghívják a városba Susan Day-t, az egyik vezető abortusz mellett elkötelezett feministát, hogy mondjon beszédet, amelyben támogatja a helyi „abortuszklinikát”, a Menedék néven ismert kórházat. A hölgy elfogadja a meghívást – de ennek valódi következményeit senki sem sejtheti. Ahogy King írja, „Derry egy kicsit más”, az indulatok szabadabban a felszínre törnek, van valami a levegőben és a földben, amitől az emberek képesek olyan tettekre ragadtatni magukat, amiket józanul sohasem vinnének véghez.
Csupán Ralph és Lois tudják, hogy valójában mi készül Derryben, és hogy mi is a szerepük a kis kopasz doktoroknak ebben a gigantikus játékban. Természetesen e kapcsán nem szabad megfeledkeznünk arról, hogy hol járunk: Derryben, abban a kísérteties városban, ahol az Az című műből ismert lény rendszeresen felbukkant az utóbbi néhány évtizedben.
|  | Itt a vége a cselekmény részletezésének! |

## Szereplők
Ralph Roberts
Ralph szemén keresztül tárja elénk az író a történetet, és Ralph az, akinek jelentős szerep jut annak alakításában.
Lois Chasse
Ralph "megifjodásának" társa, támogatója a Véletlen ügynöke elleni háborúban.
William McGovern
Ralph barátja, nyugdíjazott tanár.
Dorrance Marstellar
A történet egyik legkülönösebb szereplője, akinek viselkedéséből arra lehet következtetni, hogy közel, nagyon közel jár a teljes megvilágosodáshoz. Ennek "földi" megfelelőjeként Dor-t szinte mindenki flúgosnak tartja; – még Ralph is, mígnem tanúja nem lesz Dor igazának.
Helen Deepneau
Edward Deepneau felesége és áldozata. King ebben a könyvében is nagy figyelmet fordít a férjük által terrorizált asszonyok sorsának.
Edward Deepneau
"Kakas" Ed, a regény szürke eminenciása, a cselekmény kirobbantója. Közvetetten rajta keresztül bonyolódik bele a Nagyidősök dolgába Ralph Roberts.
John Lydecker
Nyomozó, akinek borotvaélesen vág az esze, és sejt dolgokat; – sajnos a fényburkok világából kimarad, így Ralph legnagyobb sajnálatára nem avathatja be mindenbe.

## Magyarul
- Nem jön szememre álom; ford. Bihari György; Európa, Bp., 1996

## Érdekességek
1. Atroposz búvóhelyének raktárában a kis kopasz doktor áldozataitól begyűjtött tárgyak között feltűnik a ludlow-i Gage Creed egyik cipője. Gage az a kisfiú, akit az Állattemető (regény) című műben elgázol az Orinco vállalat egyik kamionja.
2. Helen Deepneau Derry könyvtárában kap állást, miután férjével különválnak útjaik. Alkalmazója természetesen az Az (regény) című műből megismert Mike Hanlon.
3. A regényben Nell rendőr, a szintén az Az (regény) című alkotásban szereplő Nell rendőr (az 'Ír Zsaru" ihletője) unokája is felbukkan.
4. A történet szigorúan összefügg a Setét Torony-sorozattal, hiszen annak a világából érkeznek a kis kopasz doktorok. A történet voltaképpen a Setét Torony dimenziójának evilági kivetülésében játszódik; ugyanúgy kapcsolatban állnak, ahogy például az Atlantisz gyermekei is; az abban szereplő Törő, Ted Brautigan is onnan érkezik, valamint a Bíbor Király neve mindhárom történetben jelen van.